# Вентспилс
Ве́нтспилс (латыш. Ventspilsо файле; до 1917 года — Винда́ва, нем. Windau) — город государственного значения в Латвии, морской порт. Расположен на берегу Балтийского моря в устье реки Вента.

## История
Первое упоминание о Виндау в землях Ливонского ордена относится к 1263 году. В 1290 году здесь строится Виндавский замок. 
В 1378 году Виндау получил статус города. В 1561 году город входит в состав Курляндского герцогства. Во времена Курляндского герцогства Виндавский замок являлся резиденцией городского фогта. Расцвет города приходится на время правления курляндского герцога Якоба (1642—1681 годы) — тогда в устье реки Виндава (ныне Вента) была построена крупная кораблестроительная верфь, вокруг города стали строиться оружейные мастерские, доменные печи, селитровые и кирпичные мануфактуры, начала развиваться торговля с Западной Европой, преимущественно с Голландией.
В 1795 году Виндау вместе с Курляндским герцогством присоединяется к России и получает русифицированное название Виндава. В 1915 году в ходе Первой мировой войны город занимают немецкие войска. Во время Второй мировой войны с 1 июля 1941 года город находился под немецкой оккупацией. Осенью 1944 года город оказался в зоне Курляндского котла, который держался до конца войны. Советские войска вошли в Вентспилс только 10 мая 1945 года.

## Население
По данным Центрального статистического управления Латвии (ЦСУ Латвии), на начало 2021 года численность населения города составляла 33 372 человека, в том числе лиц старше 65 лет в структуре городского населения было 23,4 % (7814 человек), лиц до 14 лет — 15,2 % (5059 человек).
На 1 января 2015 года численность населения города (по данным ЦСУ Латвии) составляла 36 274 человека. В Регистре жителей (данные Управления по делам гражданства и миграции МВД) была приведена иная цифра — 40 273 человека.

### Национальный состав
Структура национального состава города согласно переписям 1989, 2011 и 2021 годов, и по оценке на начало 2022 года:
| национальность        | чел. (1989) | %        | чел. (2011) | %        | чел. (2021) | %        | чел. (2022) | %        |
| --------------------- | ----------- | -------- | ----------- | -------- | ----------- | -------- | ----------- | -------- |
| всего                 | 50646       | 100,00 % | 38750       | 100,00 % | 33372       | 100,00 % | 32955       | 100,00 % |
| латыши                | 21766       | 42,98 %  | 22045       | 56,89 %  | 19917       | 59,68 %  | 19831       | 60,18 %  |
| в том числе латгальцы |             |          | 796         | 2,05 %   |             |          |             |          |
| русские               | 19934       | 39,36 %  | 11136       | 28,74 %  | 8599        | 25,76 %  | 8359        | 25,36 %  |
| украинцы              | 3237        | 6,39 %   | 1693        | 4,37 %   | 1395        | 4,18 %   | 1361        | 4,13 %   |
| белорусы              | 2955        | 5,83 %   | 1673        | 4,32 %   | 1371        | 4,10 %   | 1332        | 4,04 %   |
| цыгане                | 978         | 1,93 %   | 829         | 2,14 %   |             |          |             |          |
| поляки                | 516         | 1,02 %   | 396         | 1,02 %   | 323         | 0,96 %   | 310         | 0,94 %   |
| литовцы               | 339         | 0,67 %   | 319         | 0,82 %   | 275         | 0,82 %   | 268         | 0,81 %   |
| немцы                 | 62          | 0,12 %   | 82          | 0,21 %   |             |          |             |          |
| татары                | 195         | 0,39 %   | 74          | 0,19 %   |             |          |             |          |
| ливы                  |             |          | 47          | 0,01 %   |             |          |             |          |
| молдаване             |             |          | 44          | 0,01 %   |             |          |             |          |
| евреи                 | 122         | 0,24 %   | 32          | 0,08 %   |             |          |             |          |
| другие                | 542         | 1,07 %   | 380         | 0,98 %   | 1492        | 4,47 %   | 1494        | 4,53 %   |

## Климат
В Вентспилсе — морской климат с мягкой зимой и прохладным летом.
| Показатель                                                          | Янв.  | Фев.  | Март  | Апр. | Май  | Июнь | Июль | Авг. | Сен. | Окт. | Нояб. | Дек.  | Год   |
| ------------------------------------------------------------------- | ----- | ----- | ----- | ---- | ---- | ---- | ---- | ---- | ---- | ---- | ----- | ----- | ----- |
| Абсолютный максимум, °C                                             | 6,9   | 13,2  | 12,5  | 23,8 | 28,9 | 30,9 | 30,4 | 37,8 | 27,8 | 22,0 | 11,0  | 8,6   | 37,8  |
| Средний суточный максимум, °C                                       | 0,1   | 1,3   | 3,6   | 9,3  | 15,1 | 18,3 | 20,1 | 20,2 | 16,7 | 12,4 | 5,9   | 2,2   | 10,5  |
| Средняя температура, °C                                             | −2,6  | −3,3  | 0,1   | 3,6  | 9,8  | 13,4 | 16,1 | 16,2 | 12,4 | 8,6  | 3,9   | −0,3  | 6,5   |
| Средний суточный минимум, °C                                        | −7,8  | −9,1  | −3,7  | 1,8  | 7,3  | 11,0 | 14,3 | 14,0 | 9,6  | 4,9  | 0,2   | −6,4  | 3,0   |
| Абсолютный минимум, °C                                              | −23,4 | −26,4 | −15,2 | −3,6 | 0,1  | 3,6  | 8,7  | 7,4  | 1,3  | −6,3 | −10,8 | −24,7 | −26,4 |
| Температура воды, °C                                                | 0,5   | 0,4   | 0,8   | 4,5  | 9,8  | 13,1 | 16,5 | 17,2 | 13,7 | 9,4  | 4,7   | 1,4   | 7,7   |
| Источник: ЕСИМО. data.oceaninfo.info. Дата обращения: 1 марта 2021. |       |       |       |      |      |      |      |      |      |      |       |       |       |

## Экономика

### Транспорт

#### Железная дорога
До конца февраля 2010 года осуществлялись рейсы пассажирских поездов по маршруту Рига — Вентспилс. До июля 1996 года Вентспилс был также связан железнодорожной линией с городом Лиепая (ныне разобрана). Ныне пассажирское сообщение прекращено, но осуществляются грузовые перевозки (имеется несколько станций).
Пассажирские станции:
- Вентспилс, Вентспилс II (бывшие станции на линии Рига — Вентспилс)
- Вентспилс-Южный (бывшая станция на линии Вентспилс — Лиепая)

Грузовые станции (парки):
- Припортовый парк (латыш. Pieostas parks)
- Морской парк (латыш. Jūras parks)
- Южный парк (латыш. Dienvidu parks)
- Восточный парк (латыш. Austrumu parks)
- Нефтяной парк (латыш. Naftas parks)

В 2010 году восстановлена узкоколейная железная дорога в виде аттракциона, ширина колеи — 600 мм. Длина участка — 2,6 км.

#### Автомобильный транспорт
Автотрассы A10 Вентспилс — Рига, P108 Вентспилс — Кулдига — Салдус, P122 Вентспилс — Пилтене, P124 Вентспилс — Колка, V1307 Вентспилс — Дундага — Мелнсилс, V1308 Вентспилс — Авотини.

#### Порт
Незамерзающий порт Вентспилс являлся важным звеном в экспорте российской нефти и каменного угля через Балтийское море. В конце 2001 года решением правительственной комиссии России для диверсификации поставок нефти и экономического развития российских портов все шедшие через «Вентспилс Нафта терминалс» объёмы нефти были переориентированы на нефтеналивной порт в Приморске, который является конечным пунктом Балтийской трубопроводной системы.
По состоянию на осень 2011 года Вентспилсский порт обслуживал три паромныe линии:
- Вентспилс — Нюнесхамн (Швеция) — 5 раз в неделю;
- Вентспилс — Травемюнде (Германия) — 2 раза в неделю;
- Любек (Германия) — Вентспилс — Санкт-Петербург (Россия) — 2 раза в неделю.

#### Аэропорт
В пяти километрах от Вентспилса расположен гражданский аэропорт, который не имеет регулярного сообщения и обслуживает частные самолёты и чартерные рейсы. Услугами аэропорта также пользуются поисково-спасательные и пограничные службы.

## Самоуправление
В состав Вентспилсской городской думы входят 13 депутатов. Мэр города — Янис Витолиньш, который возглавляет городское самоуправление с 5 июля 2021 года. С 5 декабря 1988 года до 23 октября 2012 года и с 29 мая 2013 года до 1 июля 2021 года мэром города был Айварс Лембергс.

## СМИ
В городе выходит газета «Вентас Балсс» (рус. Голос Венты) и бесплатная газета «Вентспилс Авизе» (рус. Вентспилсская газета). Также горожане могут смотреть передачи Вентспилсского телевидения.

#### Радио
В городе работают 18 радиостанций в диапазоне FM:

| - SWH Plus 87,9 FM - Radio Baltkom 88,5 FM - Latvijas Radio 3 89,8 FM - Latvijas Kristigais Radio 90,8 FM - Radio Tev 92,8 FM - SWH Gold 93,7 FM - Super FM 94,5 FM - Latvijas Radio 4 95,3 FM - Pieci.lv 96,5 FM - EHR SuperHits 97,8 FM | - Latvijas Radio 1 99,2 FM - Skonto Kurzeme 100,5 FM - EHR 101,9 FM - Latvijas Radio 2 103,0 FM - Star FM 105,0 FM - SWH 105,4 FM - TOP Radio 106,0 FM - Kurzemes Radio 107,9 FM |

## Образование
В Вентспилсе работает девять общеобразовательных дневных школ и одна средняя вечерняя школа . Высшее образование возможно получить по окончании Вентспилсской высшей школы, а также на инженерно-экономическом факультете и факультете инженерных наук Вентспилсского филиала Рижского технического университета, на факультете юридических наук и факультете экономических наук Балтийской международной академии, в Вентспилсском отделении Высшей школы педагогики и образовательного менеджмента и в колледже бухгалтерии и финансов ООО KIF «Biznesa komplekss».

## Спорт
Баскетбольный клуб «Вентспилс» (BK Ventspils):
- Чемпион Латвии — 1999/00, 2000/01, 2001/02, 2002/03, 2003/04, 2004/05, 2005/06.
- Серебряный призёр чемпионата Латвии — 1997/98, 1998/99, 2006/07.
- Бронзовый призёр чемпионата Латвии — 1995/96, 2007/08.
- Бронзовый призёр чемпионата Балтии — 2006/07.

Футбольный клуб «Вентспилс» (FK Ventspils):
- Чемпион Латвии — 2006, 2007, 2008, 2011, 2013, 2014.
- Серебряный призёр чемпионата Латвии — 2000, 2001, 2002, 2009, 2010, 2018.
- Бронзовый призёр чемпионата Латвии — 1998, 1999, 2003, 2004, 2005, 2012, 2015, 2016, 2019.

Вентспилсский полумарафон (Ventspils Pusmaratons) – забеги с дистанциями в 21 км (полумарафон), 10 км, 5 км, а так же детские забеги –  проводится ежегодно, летом или осенью.
С 25 мая по 1 июня 2008 года Вентспилс принимал чемпионат Европы по спортивному ориентированию.
В Венстпилсе проводится мемориал памяти шахматиста Юриса Нейманиса. Второй по счёту турнир, прошедший 28—29 июля 2018 года, одновременно был открытым чемпионатом Латвии по рапиду.

## Вент
12 октября 2011 года по инициативе мэра Айварса Лембергса в Вентспилсе выпустили в обращение собственные деньги — венты. 100 вентов соответствовали 1 лату. К началу ноября 2011 года вентами можно было расплатиться уже в 22 местах (в основном на туристических и спортивных объектах). Администрация Вентспилса выражала пожелание вывести венты за пределы города.
Партией реформ Затлерса утверждалось, что введение в Вентспилсе собственной валюты носит антиконституционный характер. Руководство партии выражало намерение обратиться с связи с этим в полицию безопасности.

## Города-побратимы
Городами-побратимами Вентспилса являются:
- Нинбо
- Вестервик
- Штральзунд
- Лорьян
- Новополоцк
- Полоцк
- Винница

## Топографические карты
- Лист карты O-34-XXII Вентспилс. Масштаб: 1 : 200 000. Состояние местности на 1986 год. Издание 1989 г.